# Prapretno pri Hrastniku
Prapretno pri Hrastniku este o localitate din comuna Hrastnik, Slovenia, cu o populație de 211 locuitori.